# فلیپه پاسکوچی
فلیپه پاسکوچی (ایتالیایی: Felipe Pascucci; ۲۴ ژوئن ۱۹۰۷ – ۱۸ دسامبر ۱۹۶۶) مربی فوتبال اهل ایتالیا بود.
وی سرمربی تیم ملی فوتبال آرژانتین در جام جهانی فوتبال ۱۹۳۴ بوده‌است.